# Безводовка (Оренбургская область)
Безво́довка — деревня в Бугурусланском районе Оренбургской области, входит в состав Пилюгинского сельсовета.

## Этимология
Деревня названа по фамилии помещика Безводова.

## География
Деревня находится на расстоянии примерно 30 км (по прямой) к юго-востоку от города Бугуруслан, административного центра района.

### Часовой пояс
Деревня Безводовка, как и вся Оренбургская область, находится в часовой зоне МСК+2. Смещение применяемого времени относительно UTC составляет +5:00.

## Население
| 2010 |
| ---- |
| 17   |

### Национальный состав
Согласно результатам переписи 2002 года, в национальной структуре населения русские составляли 79 % из 63 чел.